# Saint-Sauveur (Dordogna)
Saint-Sauveur è un comune francese di 796 abitanti situato nel dipartimento della Dordogna nella regione della Nuova Aquitania.

## Società

### Evoluzione demografica
Abitanti censiti